# کامست

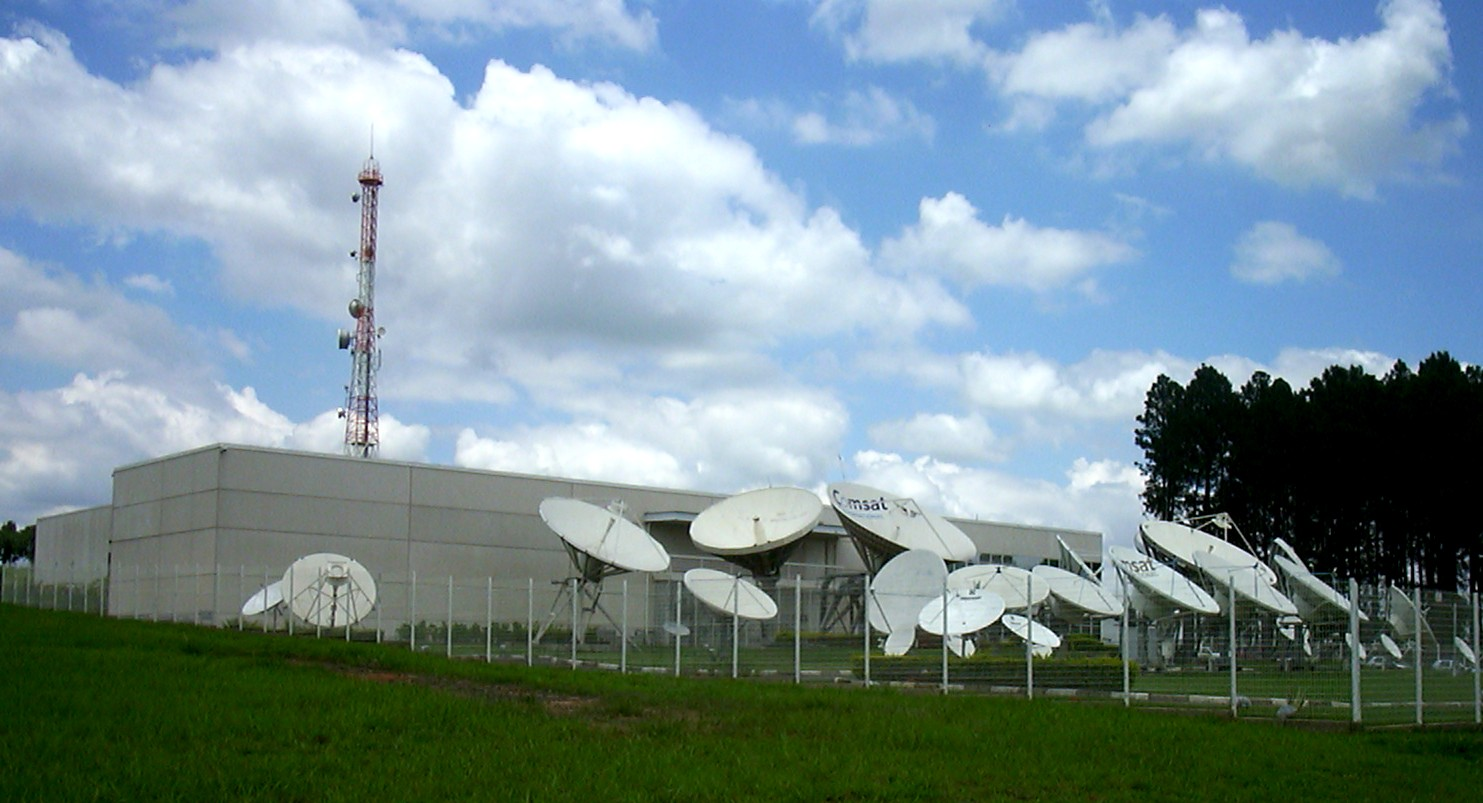
شرکت کامست

کامست (انگلیسی: COMSAT) شرکت مخابرات آمریکایی است، که در سال ۱۹۶۲ تأسیس شد.